# Brad Davis (baseball)
Pour les articles homonymes, voir Davis et Brad Davis (homonymie).
Bradley Edward Davis (né le 29 décembre 1982 à Mission Viejo, Californie, États-Unis) est un ancien joueur de la Ligue majeure de baseball ayant évolué au poste de receveur pour les Marlins de la Floride en 2010.

## Carrière
Joueur à l'Université d'État de Californie à San Bernardino, Brad Davis est drafté au cinquième tour par les Marlins de la Floride en juin 2004.
Il fait ses débuts en Ligue majeure à l'âge de 27 ans le 21 juillet 2010 lors d'une partie opposant les Marlins aux Rockies du Colorado. Son premier coup sûr dans les grandes ligues est un triple réussi le 25 juillet contre le lanceur des Braves d'Atlanta Jair Jurrjens. Il réussit le premier coup de circuit de sa carrière le 1er septembre aux dépens de Craig Stammen des Nationals de Washington. En uniforme pour 33 parties des Marlins en 2010, Davis claque 3 circuits et produit 16 points.
Il passe 2011 dans les ligues mineures avec les Zephyrs de La Nouvelle-Orléans, club-école des Marlins. En 2012, il rejoint les Padres de San Diego mais n'est assigné qu'au club-école de Tucson avant d'être mis sous contrat à nouveau par les Marlins le 5 juillet.

## Statistiques
| Saison | Équipe  | G  | AB  | R | H  | 2B | 3B | HR | RBI | SB | BA   |
| ------ | ------- | -- | --- | - | -- | -- | -- | -- | --- | -- | ---- |
| 2010   | Floride | 33 | 109 | 8 | 23 | 7  | 1  | 3  | 16  | 2  | .211 |
| Totaux | Totaux  | 33 | 109 | 8 | 23 | 7  | 1  | 3  | 16  | 2  | .211 |

Note : G = Matches joués ; AB = Passages au bâton; R = Points ; H = Coups sûrs ; 2B = Doubles ; 3B = Triples ; 
HR = Coup de circuit ; RBI = Points produits ; SB = Buts volés ; BA = Moyenne au bâton.